# 何鼎 (明朝宦官)
何鼎（15世纪？—1490年代1498年前），浙江余杭人，一名文鼎，明朝宦官。

## 生平
弘治初年，何鼎是长随級別的宦官，他上疏请革除传奉官，为同僚所忌。寿宁侯張鶴齡兄弟出入宫禁，经常侍内庭宴。明孝宗如厕，张鹤龄倚酒戴皇帝的冠帽，何鼎心大怒。他日，张鹤龄再次窥视御帷，何鼎持大瓜想打他，而且還向皇帝稟報：“二张大不敬，无人臣礼。”张皇后於是激怒孝宗，何鼎於是被關押到锦衣卫狱。負責辦事的官員问何鼎是否有幕後主使，何鼎说：“有。”官員问是谁，何鼎回答：“孔子、孟子也。”
给事中庞泮、御史吴山及尚书周经、主事李昆、进士吴宗周先后救何鼎，明孝宗因為张皇后的緣故，都不采纳。最后，孝宗派內官監太监李广杖杀何鼎。孝宗後來又追思何鼎，赐祭勒碑。

## 延伸阅读
[在维基数据编辑]
 《明史卷三百〇四》，出自《明史》